# Gert Vigh
Gert Vigh (* 19. Juni 1937 in Kopenhagen) ist ein dänischer Beamter.

## Leben
Gert Vigh ist der Sohn des Fabrikmeisters Carl Vigh († 1971) und seiner Frau Edel Madsen († 1984). Er besuche bis 1956 Efterslægtselskabets Skole in Kopenhagen. Anschließend studierte er Jura an der Universität Kopenhagen. Nach abgeschlossenem Studium wurde er 1964 im Sekretariat der Atomenergiekommission angestellt. Er heiratete am 7. November 1964 Birthe Larsen (* 1937), Tochter des Monteurs Bent Larsen († 1971) und seiner Frau Edith Sørensen († 1984). 1966 arbeitete er nebenher zeitweilig in einer Anwaltskanzlei. 1967 wurde er als Teilzeitkraft am Grønlandsministeriet angestellt und 1969 auf Vollzeit. 1975 wurde er zum Bürochef ernannt. 1979 wurde er zum Leiter der neugegründeten grönländischen Rohstoffverwaltung ernannt. 1985 war er kurzzeitig nebenher Direktor des grönländischen Staatsunternehmens Nunaoil. Er hatte zudem mehrere Posten in Aufsichtsräten inne. Von 1982 bis 1985 war er Aufsichtsratsmitglied bei Nordisk Mineselskab und Arktisk Minekompagni. 1995 wurde er Aufsichtsratsmitglied bei GEUS. Er erhielt am 1. Juli 1998 den Nersornaat in Silber für seine 31 Jahre lange Karriere mit Bezug zu Grönland. Noch im selben Jahr wurde er pensioniert. Er ist zudem Ritter 1. Grades des Dannebrogordens.